# Siomakî, Stara Sîneava
Siomakî (în ucraineană Сьомаки) este localitatea de reședință a comunei Siomakî din raionul Stara Sîneava, regiunea Hmelnîțkîi, Ucraina.

## Demografie
Componența lingvistică a localității Siomakî
     Ucraineană (100%)
Conform recensământului din 2001, toată populația localității Siomakî era vorbitoare de ucraineană (100%).